# Sportjahr 1880
Liste der Sportjahre

◄◄ | ◄ | 1876 | 1877 | 1878 | 1879 | Sportjahr 1880 | 1881 | 1882 | 1883 | 1884 | ► | ►►

Weitere Ereignisse

## Ereignisse

### Alpinismus
- 4. Januar: Einer von Edward Whymper angeführten Seilschaft gelingt die Erstbesteigung des Chimborazo in Ecuador.

### Fußball/Rugby
- 13. November: Der neu gegründete Fußballverein West Gorton Saint Marks aus Manchester bestreitet sein erstes Match. Der Verein ändert Jahre später seinen Namen in Manchester City.
- Die Rugby-Union-Vereine Leicester Tigers und Northampton Saints werden gegründet.
- Der Fußballverein SC Frankfurt 1880 wird gegründet.

### Pferdesport
- 7. bis 10. Juni: Der Berliner Traber Club veranstaltet sein Juni Meeting mit Trabrennen.[1]
- Am 27. und 28. Juni fanden in Lemberg Pferderennen statt. Folgende Preise wurden vergeben: Am 27. Juni ein Damenpreis, ein Vereinspreis und der Kaiserpreis II. Klasse, der mit einem Preisgeld von 1000 fl ausgelobt war, am 28. ein Vereinspreis, der Kaiserpreis I. Klasse mit einem Preisgeld von 2000 fl. Weiter fanden ein Verkaufsrennen, ein Beaten-Handicap, und ein Reiterclub-Steeplechase.[2]
- Als erfolgreichstes Pferd und Sieger der österreichischen Rennen von Prag, Pressburg, Pest und Wien zeigte sich der dreijährige Fuchshengst Elémer der Renngesellschaft General Hope.[3]

### Rudern
- 22. März: Oxford besiegt Cambridge im Boat Race in 21'23".
- 1. Juni: In Deggendorf gewinnt ein vierriemiges Boot des Passauer Rudervereins mit zwei Bootslängen ein Rennen über 3000 m gegen ein Boot des Deggendorfer Rudervereins.[4]
- 5. November: Mitglieder des Berliner Rudervereins von 1876 gründen in Treptow an der Spree unter der Führung von Friedrich Wilhelm Georg Büxenstein den Berliner Ruder-Club.
- Ein Vierriemer des Hillsdale Rowing Club gewinnt ein Rennen über 1½ Meilen in der bisherigen Rekordzeit von 8:32,75 min.[5]
- Die Frankfurter Rudergesellschaft Germania 1869 nimmt an der Henley Regatta in England teil. Den Wettbewerb gewinnt der Leander Rowing Club.

### Turnen
- 26. September: Der dänische Sportverein Aarhus GF wird als reiner Turnverein gegründet.

### Medien
- 1. Juli: Die erste Probeausgabe der Allgemeinen Sport-Zeitung erschien in Wien, herausgegeben und redigiert von Victor Silberer.[Digitalisat 1]

## Geboren

### Januar/Februar
- 02. Januar: Louis Charles Breguet, französischer Segler († 1955)
- 04. Januar: Henri Peslier, französischer Wasserballspieler († 1912)
- 06. Januar: Hendrik Kersken, niederländischer Segler († 1967)
- 08. Januar: Christian Busch, deutscher Turner und Sportfunktionär († 1977)
- 09. Januar: George Dietz, US-amerikanischer Ruderer († 1965)
- 13. Januar: Harry Lott, US-amerikanischer Ruderer († 1949)
- 16. Januar: Samuel Jones, US-amerikanischer Hochspringer († 1954)
- 19. Januar: Joseph Decroze, französischer Kunstturner († 1914)
- 19. Januar: Julius Perlis, österreichischer Schachspieler († 1913)
- 20. Januar: Max Schöne, deutscher Schwimmer und Wasserballspieler († 1961)
- 21. Januar: Fritz Wolf, deutscher Kunstturner († 1961)
- 25. Januar: Hugo Betting, deutscher Rugbyspieler († 1930)
- 25. Januar: Jay Clark, US-amerikanischer Sportschütze († 1948)
- 25. Januar: Gérard Dufeïte, französischer Turner († unbekannt)
- 26. Januar: Peet Stol, niederländischer Fußballspieler († 1956)
- 26. Januar: Willy de Vos, niederländischer Fußballspieler († 1957)
- 27. Januar: Arthur Warncke, deutscher Ruderer († unbekannt)

- 02. Februar: Frederick Lane, australischer Schwimmer († 1969)
- 02. Februar: Effrosini Paspati, griechische Tennisspielerin († 1935)
- 04. Februar: Paul Lotsij, niederländischer Ruderer († 1910)
- 12. Februar: Eugen Fürstenberger, deutscher Kunstturner († 1975)
- 15. Februar: Robert Montgomerie, britischer Fechter († 1939)
- 16. Februar: Léonce Quentin, französischer Bogenschütze († 1957)
- 20. Februar: Otto Christman, kanadischer Fußballspieler († 1963)
- 22. Februar: John Daly, irischer Leichtathlet († 1969)
- 22. Februar: Annie Holmström, schwedische Tennisspielerin († 1953)
- 22. Februar: Eric Lemming, schwedischer Leichtathlet und Tauzieher († 1930)
- 22. Februar: Herman Nyberg, schwedischer Segler († 1968)
- 22. Februar: Francis Richards, britischer Segler († 1961)
- 26. Februar: Dorus Nijland, niederländischer Radrennfahrer († 1968)
- 27. Februar: Xenophon Kasdaglis, griechisch-britischer Tennisspieler († 1943)

### März/April
- 01. März: Julian Myrick, US-amerikanischer Tennisfunktionär († 1969)
- 01. März: Arthur Wear, US-amerikanischer Tennisspieler († 1918)
- 09. März: Terry McGovern, US-amerikanischer Boxer († 1918)
- 12. März: Nikolaos Georgandas, griechischer Leichtathlet († 1958)
- 16. März: Paul Castanet, französischer Langstreckenläufer († 1967)
- 17. März: Zoltán Speidl, ungarischer Leichtathlet und Fußballschiedsrichter († 1917)
- 26. März: Georges Mys, belgischer Ruderer († 1952)
- 29. März: Walter Cecil Crawley, britischer Tennisspieler († 1940)
- 31. März: Paul Gleeson, US-amerikanischer Tennisspieler († 1956)

- 03. April: Paul Faber, deutscher Fußballspieler und -funktionär († 1939)
- 03. April: Walter Tysall, britischer Turner († 1955)
- 05. April: Eric Carlberg, schwedischer Sportschütze, Fechter und Pentathlet († 1963)
- 05. April: Vilhelm Carlberg, schwedischer Sportschütze und Olympiasieger († 1970)
- 06. April: Simon Gillis, US-amerikanischer Hammerwerfer († 1964)
- 07. April: Erik Bergvall, schwedischer Wasserballspieler, Sportjournalist und -funktionär († 1950)
- 09. April: Rémy Orban, belgischer Ruderer († 1951)
- 10. April: David Smith, südafrikanischer Sportschütze († 1945)
- 11. April: John Fuhrer, US-amerikanischer Dreispringer († 1972)
- 11. April: Stefan Rasmussen, dänischer Fußballspieler († 1951)
- 12. April: Guido Cristofori, italienischer Turner († unbekannt)
- 20. April: Guillaume Visser, belgischer Ruderer († 1952)
- 23. April: Tore Blom, schwedischer Leichtathlet, († 1961)

### Mai/Juni
- 02. Mai: Bill Horr, US-amerikanischer Leichtathlet, Tauzieher und American-Football-Trainer († 1955)
- 06. Mai: Paul Colas, französischer Sportschütze († 1956)
- 08. Mai: Albert Champoudry, französischer Mittel- und Langstreckenläufer († 1933)
- 09. Mai: Thomas Scott-Ellis, britischer Motorbootfahrer und Fechter († 1946)
- 11. Mai: Knud Degn, dänischer Segler († 1965)
- 11. Mai: Jarl Jakobsson, finnischer Speerwerfer und Weitspringer († 1951)
- 11. Mai: Marcel Leboutte, belgischer Fußballspieler († 1976)
- 15. Mai: Henri Prilleux, französischer Turner († unbekannt)
- 15. Mai: Thomas Thorstensen, norwegischer Turner († 1953)
- 17. Mai: Leslie Mitchell MacPherson, australischer Sportler († 1941)
- 18. Mai: Theodor Laurezzari, deutscher Ruderer († unbekannt)
- 21. Mai: Peter Dolfen, US-amerikanischer Sportschütze († 1947)
- 30. Mai: Miel Mundt, niederländischer Fußballspieler († 1949)
- 31. Mai: Olaf Kjems, dänischer Turner († 1952)

- 04. Juni: Thor Jensen, norwegischer Turner († 1976)
- 06. Juni: Paul Spamann, deutscher Automobilrennfahrer († 1957)
- 10. Juni: Lion van Minden, niederländischer Fechter († 1944)
- 11. Juni: Willem Janssen, niederländischer Fußballspieler († 1976)
- 15. Juni: Arthur Mallwitz, deutscher Leichtathlet und Begründer der Sportmedizin († 1968)
- 16. Juni: Louis Gazaigne, französischer Schwimmer († 1962)
- 19. Juni: Karl Vernon, britischer Ruderer und Rudertrainer († 1973)
- 21. Juni: Walter Henderson, britischer Hochspringer, Diskuswerfer, Weitspringer und Speerwerfer († 1944)
- 21. Juni: Fabio Mainoni, italienischer Schwimmer († 1958)
- 21. Juni: Maurice Matthews, britischer Sportschütze († 1957)
- 22. Juni: Johannes Drost, niederländischer Schwimmer († 1954)
- 25. Juni: Ernest Larner, britischer Geher († 1963)
- 25. Juni: Daniel Lavielle, französischer Turner († unbekannt)
- 28. Juni: John Meyers, US-amerikanischer Schwimmer und Wasserballspieler († 1975)
- 30. Juni: Rabod von Kröcher, deutscher Springreiter und olympischer Silbermedaillengewinner († 1945)
- 30. Juni: Franz Kröwerath, deutscher Steuermann im Rudern († 1945)

### Juli/August
- 02. Juli: Franz Duhne, deutscher Mittelstrecken- und Hindernisläufer († 1945)
- 02. Juli: Herbert Haresnape, britischer Schwimmer und Wasserballspieler († 1962)
- 11. Juli: Dora Köring, deutsche Tennisspielerin († 1945)
- 14. Juli: Ernst Königsgarten, österreichischer Fechter († 1942)
- 14. Juli: Nicolai Philipsen, dänischer Turner († 1949)
- 16. Juli: Iivari Partanen, finnischer Kunstturner († 1947)
- 18. Juli: Vivian Lockett, britischer Polospieler († 1962)
- 21. Juli: Charles Delaporte, französischer Ruderer und Radsportler († 1949)
- 23. Juli: Jean-Marie le Bourvelec, französischer Turner († 1969)
- 24. Juli: Kristian Hellström, schwedischer Mittel- und Langstreckenläufer († 1946)
- 25. Juli: François Beaugendre, französischer Radrennfahrer († 1936)
- 27. Juli: Giovanni Canova, italienischer Degenfechter († 1960)
- 27. Juli: Louis Marc, französischer Schwimmer und Wasserballspieler († unbekannt)
- 30. Juli: Charles Deckert, französischer Turner († unbekannt)
- 31. Juli: Robert Kennedy, irischer Hockeyspieler († 1963)
- 31. Juli: Alfred Sauer, US-amerikanischer Fechter († 1943)
- 31. Juli: Hermann Smiel, deutscher Radrennfahrer († 1956)

- 01. August: Hans Nordvik, norwegischer Sportschütze († 1960)
- 04. August: Eleonore Hasenclever, deutsche Bergsteigerin († 1925)
- 05. August: William Yates, britischer Geher († 1967)
- 08. August: Henri Aldebert, französischer Bobfahrer und Curlingspieler († 1961)
- 12. August: Kléber Fiolet, französischer Schwimmer und Wasserballspieler († 1958)
- 14. August: Fred Alexander, US-amerikanischer Tennisspieler († 1969)
- 14. August: Percival Molson, kanadischer Sportler († 1917)
- 23. August: Erik Larsen, dänischer Tennisspieler († unbekannt)

### September/Oktober
- 03. September: George Bretz, kanadischer Lacrossespieler († 1956)
- 03. September: Gwynne Evans, US-amerikanischer Schwimmer, Wasserballspieler und Leichtathlet († 1965)
- 13. September: Réginald Storms, belgischer Sportschütze und Tennisspieler († 1948)
- 13. September: Marcel Van Crombrugge, belgischer Ruderer († 1940)
- 14. September: Archie Hahn, US-amerikanischer Leichtathlet († 1955)
- 16. September: Carl Carls, deutscher Schachspieler († 1958)
- 20. September: Trygve Smith, norwegischer Tennisspieler und Skisportler († 1948)
- 23. September: Joseph Jackson, US-amerikanischer Sportschütze († 1960)

- 01. Oktober: Harry Adams, US-amerikanischer Sportschütze († 1968)
- 03. Oktober: Karl Ruberl, österreichisch-US-amerikanischer Schwimmer († 1966)
- 05. Oktober: Piet de Brouwer, niederländischer Sportschütze († 1953)
- 13. Oktober: Max Götze, deutscher Radsportler († 1944)
- 13. Oktober: Zoltán Schenker, ungarischer Fechter († 1966)
- 15. Oktober: Herman Glass, US-amerikanischer Turner († 1961)
- 18. Oktober: Robert Hawkes, englischer Fußballspieler († 1945)
- 22. Oktober: Jan van Beek, niederländischer Fußballspieler († 1952)
- 22. Oktober: Charles Buchwald, dänischer Fußballspieler († 1951)
- 22. Oktober: Theodore Tartakover, australischer Schwimmer († 1945)

### November/Dezember
- 03. November: Edward Barrett, britischer Ringer, Leichtathlet, Tauzieher und Hurler († 1932)
- 03. November: Sakari Ilmanen, finnischer Eiskunstläufer († 1968)
- 03. November: Nils Widforss, schwedischer Turner († 1960)
- 04. November: Johan Jarlén, schwedischer Turner († 1955)
- 06. November: George Poage, US-amerikanischer Leichtathlet († 1962)
- 06. November: William Varley, US-amerikanischer Ruderer († 1968)
- 08. November: Georges Wagemans, belgischer Eiskunstläufer († 1966)
- 09. November: George Strange, kanadischer Ruderer († 1961)
- 10. November: Hugh Jones, US-amerikanischer Tennisspieler († 1960)
- 11. November: Enrico Bruna, italienischer Ruderer († 1921)
- 16. November: Charles Haberkorn, US-amerikanischer Tauzieher und Ringer († 1966)
- 17. November: Rudolf Cvetko, slowenischer Fechter († 1977)
- 26. November: Walter Corbett, englischer Fußballspieler († 1960)
- 30. November: Peder Larsen Pedersen, dänischer Turner († 1966)

- 01. Dezember: Akiba Rubinstein, polnischer Schachspieler († 1961)
- 03. Dezember: Alexander Hall, kanadischer Fußballspieler († 1943)
- 03. Dezember: William Kinnear, britischer Ruderer († 1974)
- 04. Dezember: Thomas Taylor, kanadischer Fußballspieler († 1945)
- 06. Dezember: Christian Deubler, deutsch-US-amerikanischer Kunstturner († 1963)
- 10. Dezember: Charles King, US-amerikanischer Leichtathlet († 1958)
- 14. Dezember: Hjalmar Mellander, schwedischer Leichtathlet († 1919)
- 20. Dezember: Walter Brack, deutscher Schwimmer († 1919)
- 22. Dezember: Dawid Przepiórka, polnischer Schachspieler († 1940)
- 26. Dezember: Albert Weil, französischer Segler († 1945)
- 30. Dezember: Dezső Földes, ungarischer Fechter († 1950)
- 30. Dezember: Maurice Fournier, französischer Motorrad- und Automobilrennfahrer († 1911)

### Genaues Geburtsdatum unbekannt
- Auguste Camelin, französischer Wasserballspieler († unbekannt)
- Umberto Colombo, italienischer Leichtathlet († unbekannt)
- R. Duparc, französischer Fußballspieler († unbekannt)
- Pandelis Ektoros, griechischer Leichtathlet († 1926)
- Constantin Henriquez, haitianischer Rugbyspieler († 1942)
- Georg Hoffmann, deutscher Schwimmer und Wasserspringer († 1947)
- Leopold Lahner, österreichischer Kugelstoßer, Steinstoßer, Tauzieher und Ringer († 1958)
- Jean Leclerq, französischer Schwimmer († unbekannt)
- Ioannis Malokinis, griechischer Schwimmer († 1942)
- Christian Riecken, deutscher Ingenieur und Automobilrennfahrer († 1950)
- Friedrich Schwarz, deutscher Fechter († unbekannt)

## Gestorben
- 25. Juli: Otto Welter, deutscher Jurist und Bergsteiger (* 1839)

## Digitalisate
1. ↑  Allgemeine Sport Zeitung, Probeausgabe 1. Juli 1880 als Digitalisat bei ANNO – AustriaN Newspapers Online

1. ↑  Die Juni-Trabrennen in Berlin. In: Victor Silberer (Hrsg.): Allgemeine Sportzeitung. Verlag der Allgemeinen Sportzeitung, Wien 1. Juli 1880, S. 4 (onb.ac.at).
2. ↑  Berichte Österreich-Ungarn, Lemberg 1880. In: Victor Silberer (Hrsg.): Allgemeine Sportzeitung. Verlag der Allgemeinen Sportzeitung, Wien 1. Juli 1880, S. 8 (onb.ac.at).
3. ↑  Zur Vollblutzucht in Österreich-Ungarn. In: Victor Silberer (Hrsg.): Allgemeine Sport-Zeitung. Verlag der Allgemeinen Sportzeitung, Wien 1. Juli 1880, S. 3 (onb.ac.at).
4. ↑  Rudern. In: Victor Silberer (Hrsg.): Allgemeine Sport-Zeitung. Verlag der Allgemeinen Sportzeitung, Wien 1. Oktober 1880, S. 1880 (onb.ac.at).
5. ↑  Ruderer. In: Victor Silberer (Hrsg.): Allgemeine Sport-Zeitung. Verlag der Allgemeinen Sportzeitung, Wien 7. Oktober 1880, S. 188 (onb.ac.at).